# Wołoczajewskaja
Wołoczajewskaja (ros. Волочаевская), inna nazwa projektowa: Mołodiożnaja (ros. Молодёжная) – planowana siódma i ostatnia stacja linii Dzierżyńskej, znajdującego się w Nowosybirsku systemu metra.

## Plany
Stacja Wołoczajewskaja, podobnie jak dwie poprzednie stacje linii, ma zostać umiejscowiona na granicy rejonów dzierżyńskiego i okiabrskiego. Położona będzie na terenie, który obecnie zajmowany jest przez jedno z największych targowisk na ziemiach syberyjskich, które zostanie stąd usunięte by zrobić miejsce stacji. Tuż za nią planowana jest też budowa drugiej w mieście zajezdni TCz-2, która będzie obsługiwała całą linię. Stacja Wołoczajewskaja (Mołodiożnaja) połączy centrum miasta z wielkimi osiedlami mieszkaniowymi zlokalizowanymi na tym obszarze - ceny mieszkań są tu bowiem jedne z najniższych w Nowosybirsku, co sprawia, że obszar ten jest gęsto zaludniony. Będzie to mieć szczególne znaczenie w udrażnianiu komunikacji miejskiej. Stacja pojawia się jeszcze na sowieckich planach z lat osiemdziesiątych XX wieku. Jednak rozpad Związku Radzieckiego oraz kryzysy jakie przechodziła Federacja Rosyjska w latach dziewięćdziesiątych uniemożliwiły zebranie środków na szybką rozbudowę systemu kolei podziemnej w mieście. Stacja nie zniknęła z planów i obecnie wraz z przeniesieniem priorytetu w rozwoju metra w Nowosybirsku na Linię Dzierżyńską, spodziewane jest że stacja ta może zostać oddana do użytku w roku 2016 lub 2017.